# Oxytree
Treść tego artykułu od 2021-08 może nie być zgodna z zasadami neutralnego punktu widzenia.
Dokładniejsze informacje o tym, co należy poprawić, być może znajdują się w dyskusji tego artykułu.
 Po wyeliminowaniu niedoskonałości należy usunąć szablon {{Dopracować}} z tego artykułu.
Oxytree (Paulownia Clon in Vitro 112), zwana też drzewem tlenowym – odmiana uprawna paulowni pochodzenia mieszańcowego (pochodzi ze skrzyżowania Paulownia fortunei i Paulownia elongata). Odmiana uzyskana została przez firmę biotechnologiczną z Hiszpanii. Drzewo szybko rosnące, niewybredne w odniesieniu do warunków klimatycznych. Posiada europejski paszport Wspólnotowego Urzędu Ochrony Odmian Roślin (CPVO), certyfikat jakości oraz licencję handlową. Przez katedrę leśnictwa i genetyki Uniwersytetu Castilla-La Mancha (Hiszpania) klon został uznany za najcenniejszy pod względem użytkowym wśród odmian paulowni.

## Morfologia
PokrójDrzewo liściaste o rocznym przyroście ok. 3 m (po 6 latach osiąga 16 m wysokości), szerokiej, parasolowatej koronie i dużych liściach. Pień smukły, prosty, o gładkiej, szarej korze. Po ścięciu tworzy odrosty.
LiścieBardzo duże, o długości często przekraczającej 30 cm, sercowate, aksamitnie owłosione.
KwiatyZimują w rudobrunatnych, owłosionych pąkach. Rozwijają się w maju. Kwiaty naparstkowo-dzwonkowate, bladofioletowe, tworzą duże, wiechowate kwiatostany, o długości ok. 40 cm.
OwoceOwalne, o długości ok. 4 cm, zielono-szare. Nasiona płonne.
KorzeńPalowy, osiągający głębokość do 9 metrów.

## Biologia i ekologia
RozwójKwitnie w maju, daje płonne nasiona i nie rozmnaża się generatywnie – nie jest gatunkiem ekspansywnym. Uprawa możliwa jest jedynie z sadzonek. Roślina cechuje się niezwykle szybkim wzrostem – w 6 lat jest w stanie osiągnąć 16 metrów wysokości i ponad 30 cm średnicy pnia. Przy tak szybkim rozwoju, absorbuje ogromne ilości dwutlenku węgla, a co za tym idzie – produkuje także dużo tlenu (10-krotnie więcej niż inne drzewa liściaste).
SiedliskoDrzewo nie jest bardzo wymagające, dobrze radzi sobie na większości gleb, preferuje przepuszczalne i wilgotne, ale nie podmokłe, o kwasowości od 5 do 8,9 pH. Jest odporne na temperatury od -25 do +45 stopni Celsjusza.

## Zastosowanie

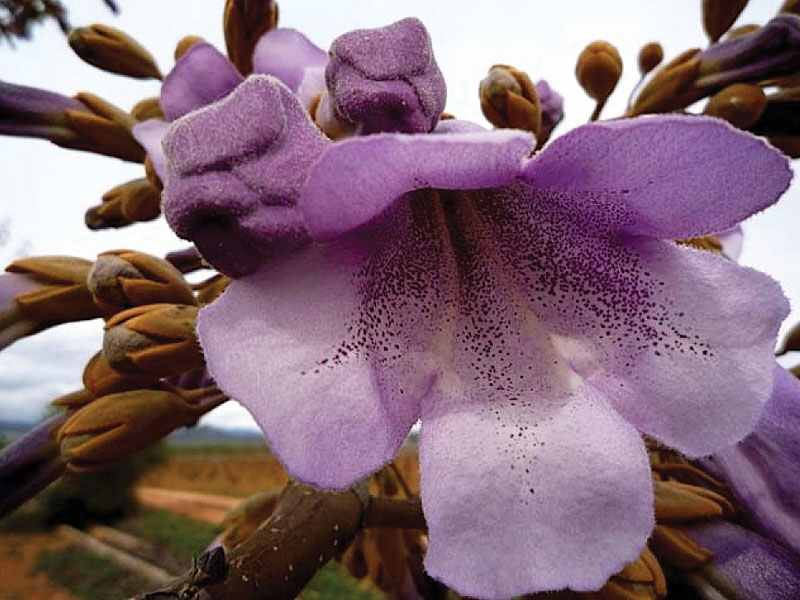
Kwiaty Oxytree o wabiącym pszczoły zapachu.

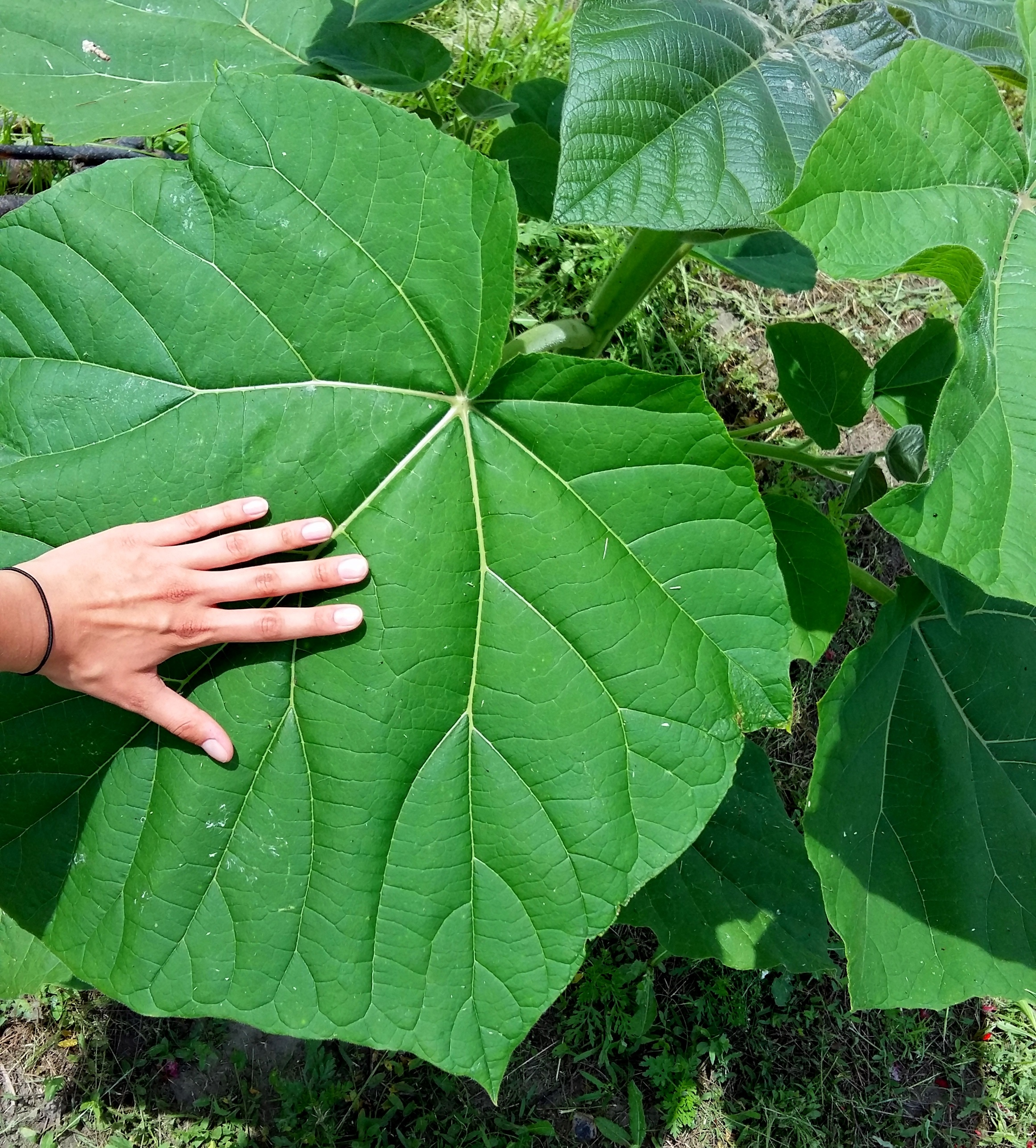
Ogromne liście to jedna z najbardziej charakterystycznych cech Oxytree.

Roślina ozdobnaOxytree jest sadzone w ogrodach jako roślina ozdobna.
Roślina energetycznaDuże przyrosty i wysoka wartość opałowa sprawia, iż gatunek jest odpowiedni do produkcji biomasy.
Surowiec drzewnyOxytree daje bezsękowe drewno wysokiej jakości o gładkiej strukturze, po wysuszeniu praktycznie wodoodporne, możliwe do wykorzystania przy produkcji mebli, palet, łodzi, sklejek czy płyt. W przemyśle drzewnym nazywane jest „aluminiowym drewnem”, gdyż jest o 30% lżejsze od drewna porównywanych drzew liściastych.
Inne zastosowaniaOdmiana wyróżnia się produkcją dużych ilości tlenu i szybkim wzrostem. Dobrze nadaje się do nasadzeń miejskich i przydrożnych oraz rekultywacji gruntów. Własności regeneracyjne i wysokojakościowe drewno sprawiają, iż uprawa Oxytree może chronić lasy rodzime przed nadmierną wycinką.

## Uprawa

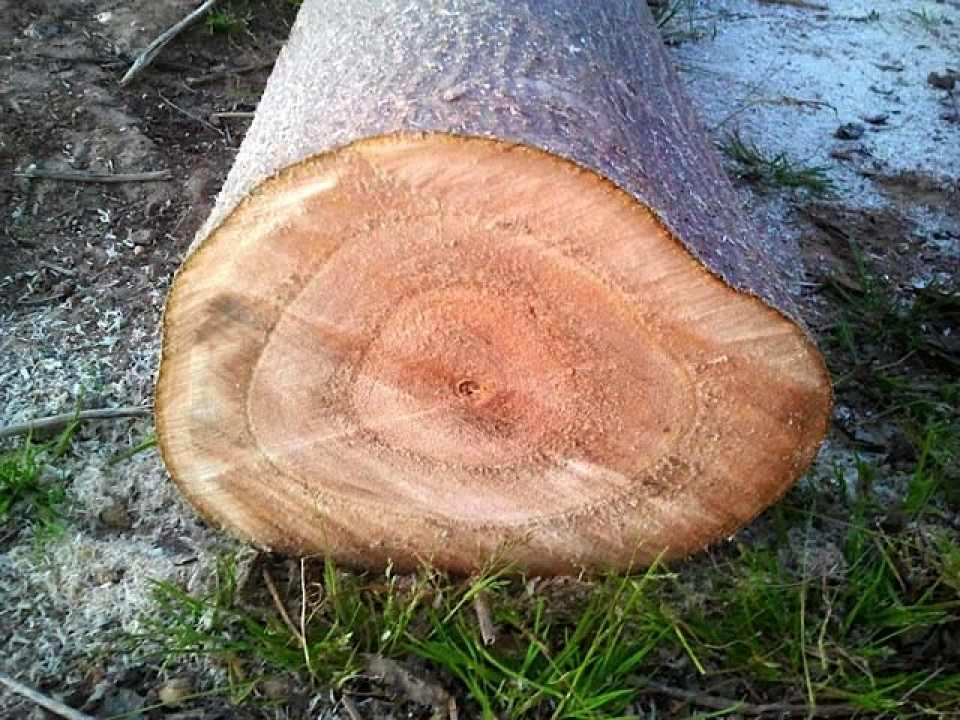
6-letnie drzewo o średnicy pnia ok. 35 cm.

Historia uprawyNajwiększe plantacje Oxytree znajdują się w Hiszpanii, w Rumunii oraz na Węgrzech. W Polsce pierwsze nasadzenia przeprowadzone zostały w 2015 roku.
WymaganiaGleby przepuszczalne, bogate w azot; pH gleby od 5 do 8,9; stanowisko nasłonecznione i osłonięte od wiatrów; 800 mm opadów rocznie (w przypadku plantacji warto zainstalować nawadnianie kropelkowe); brak wód gruntowych na głębokości do 2 metrów i głazów na głębokości do 6 metrów – może to zaszkodzić głęboko wrastającym korzeniom.
Zbiór i przechowywanie
Wycinka drzew Oxytree może odbyć się już w 6 roku od posadzenia sadzonki. W tym czasie drzewo urośnie na około 16 metrów wysokości i da około pół kubika drewna. Po ścięciu drzewo odrośnie na nowo, wypuszczając pędy ze ściętego pnia, i kolejną ścinkę przeprowadzić można już po kolejnych 4 latach, następne w 14 i 18 roku życia drzewa. Drzewo w całości może być wykorzystane: oprócz produkcji drewna, gałęzie nadają się na biomasę, zaś liście bogate w składniki odżywcze wykorzystać można na paszę dla zwierząt bądź jako nawóz. Drewno jest lekkie i szybko schnie – całkowite wyschnięcie następuje po 24 godzinach w suszarni lub miesiącu na powietrzu.
Produkcja w Polsce i na świecie
W Europie drewno ze względu na swoją jakość jest pożądanym surowcem w przemyśle. W Polsce dopiero wchodzi na rynek. Państwowa Rada Ochrony Przyrody odmówiła objęcia patronatem Ministra Środowiska akcji jej sadzenia i tworzenia plantacji, ze względu na nieznane skutki szerszego wprowadzenia tej rośliny do środowiska oraz na brak badań pozwalających na ocenę długofalowych szans powodzenia jej uprawy w Polsce. Miarodajna ocena ryzyka przyrodniczego uprawy tej rośliny na terenie Polski, szans na powodzenie upraw w poszczególnych regionach oraz ich ekonomicznej opłacalności wymagałaby przeprowadzenia doświadczenia przez niezależną jednostkę naukowo-badawczą.

## Badania i promocja Oxytree w Polsce
22 marca 2017 roku, w Instytucie Uprawy Nawożenia i Gleboznawstwa-PIB w Zakładzie Herbologii i Technik Uprawy Roli we Wrocławiu, odbyły się pierwsze w Polsce warsztaty naukowe pt. „Oxytree – drzewo przyszłości?”. W ramach warsztatów przedstawiono problematykę związaną z doskonaleniem technologii uprawy oraz rozwoju i plonowania biomasy drzew Oxytree oraz wyniki badań dotyczących możliwości rolniczego wykorzystania ścieków na nowo zakładanych plantacjach oraz wpływu drzew Oxytree na agrofitocenozę. Ta tematyka obejmowała aspekt ewentualnej inwazyjności oraz oddziaływań allelochemicznych drzew Oxytree.
Polskie Ministerstwo Środowiska podważyło bezpieczeństwo wprowadzania do uprawy Oxytree w Polsce. Negatywną opinię przedstawiła także Państwowa Rada Ochrony Przyrody.